# Ke Seung-woon
Ke Seung-woon ((계승운?); 26 dicembre 1943) è un ex calciatore nordcoreano, di ruolo centrocampista.

## Carriera
Rappresentò la sua nazione ai mondiali di Inghilterra del 1966. Giocò anche per il Pyongyang City Sports Club.